# Lijst van oorlogsmonumenten in Maasgouw
De Nederlandse gemeente Maasgouw heeft 25 oorlogsmonumenten. Hieronder een overzicht.
| Nr.  | Object                                       | Herdachte groep                                                                        | Ontwerper                                                    | Onthulling        | Type               | Locatie                         | Plaats       | Coördinaten                   | Foto                                         |
| ---- | -------------------------------------------- | -------------------------------------------------------------------------------------- | ------------------------------------------------------------ | ----------------- | ------------------ | ------------------------------- | ------------ | ----------------------------- | -------------------------------------------- |
| 10   | Monument bij de Sint-Martinuskerk            | militairen in dienst van het Ned. Kon. 1940-1945, burgerslachtoffers, verzet Nederland | H. Clerx                                                     | 4 mei 1991        | Kruis              | Kerkstraat 2, 6099 BV           | Beegden      | 51° 11' 22" NB, 5° 55' 19" OL |                                              |
| 11   | Herdenkingsmonument                          | militairen in dienst van het Ned. Kon. 1940-1945                                       | H. Peterse                                                   |                   | beeld/sculptuur    | Burg. Joostenlaan, 6019 Bz      | Wessem       | 51° 9' 39" NB, 5° 52' 45" OL  | Meer afbeeldingen                            |
| 1250 | Vredesmonument                               | algemeen                                                                               | Dolf Wong Lun Hing (ontwerp), Firma Van Vlodrop (uitvoering) | 4 mei 1982        | beeld/sculptuur    | Tramweg en Marktstraat, 6067 CM | Linne        | 51° 9' 22" NB, 5° 56' 31" OL  | Meer afbeeldingen                            |
| 1254 | Vrijheidsmonument                            | algemeen, burgerslachtoffers                                                           | Dolf Wong Lun Hing                                           |                   | beeld/sculptuur    | Kruchterstraat / Klipperstraat  | Maasbracht   | 51° 8' 59" NB, 5° 53' 13" OL  |                                              |
| 1255 | Oorlogsmonument                              | burgerslachtoffers                                                                     | Dolf Wong Lun Hing                                           |                   | gedenksteen        | Wilhelminalaan, 6107 AH         | Stevensweert | 51° 7' 43" NB, 5° 50' 46" OL  |                                              |
| 1522 | Monument voor Willem Heber en Mathieu Rutten | verzet Nederland                                                                       | H.W. Gijsen, C.J.H. Bijlmakers                               | 31 augustus 1947  | zuil               | Dorpsstraat                     | Heel         | 51° 9' 43" NB, 5° 52' 54" OL  | Monument voor Willem Heber en Mathieu Rutten |
| 1523 | Monument aan 'de Lange Vlieter'              | geallieerde militairen                                                                 |                                                              |                   | gedenksteen        |                                 | Beegden      | 51° 11' 22" NB, 5° 55' 19" OL |                                              |
| 1881 | Bevrijdingsmonument                          | algemeen, geallieerde militairen                                                       | H. Dircks, Marmerind. René Verheggen                         | 28 september 1974 | zuil               | Kessenicherweg, 6017 AA         | Thorn        | 51° 9' 34" NB, 5° 50' 9" OL   | Bevrijdingsmonument                          |
| 2138 | Monument op begraafplaats 'Bergerkamp'       | burgerslachtoffers                                                                     |                                                              |                   | begraafplaats/graf | Bergerkampweg, 6067             | Linne        | 51° 9' 24" NB, 5° 56' 18" OL  |                                              |
| 2139 | Monument op het Eiland                       | burgerslachtoffers, verzet Nederland                                                   |                                                              |                   | Kruis              | Eiland                          | Stevensweert | 51° 9' 43" NB, 5° 52' 54" OL  | Monument op het Eiland                       |
| 2140 | Monument voor H.E. Harden                    | geallieerde militairen                                                                 | Steenhouwerij G. Keuzenkamp                                  | 1 februari 1971   | plaquette          |                                 | Maasbracht   | 51° 8' 59" NB, 5° 53' 13" OL  |                                              |
| 2276 | Monument voor Belgische Militairen           | geallieerde militairen                                                                 |                                                              | 9 september 1982  | plaquette          | Kerkberg, 6017 HA               | Thorn        | 51° 9' 39" NB, 5° 50' 31" OL  | Monument voor Belgische Militairen           |
| 2705 | Bevrijdingsmonument                          | geallieerde militairen                                                                 |                                                              | 10 september 1996 | plaquette          | Thornerweg 11, 6097 NC          | Panheel      | 51° 10' 29" NB, 5° 51' 46" OL | Bevrijdingsmonument                          |
| 2787 | Oorlogsmonument                              | burgerslachtoffers                                                                     |                                                              |                   | plaquette          | Wijngaard, 6017 AG              | Thorn        | 51° 9' 40" NB, 5° 50' 32" OL  |                                              |
| 2883 | Sporen die bleven                            | burgerslachtoffers                                                                     |                                                              |                   | plaquette          |                                 | Beegden      | 51° 11' 22" NB, 5° 55' 19" OL |                                              |
| 2898 | Sporen die bleven                            | burgerslachtoffers                                                                     |                                                              |                   | plaquette          |                                 | Heel         | 51° 10' 41" NB, 5° 53' 45" OL |                                              |
| 2921 | Sporen die bleven                            | burgerslachtoffers                                                                     |                                                              |                   | plaquette          |                                 | Panheel      | 51° 10' 34" NB, 5° 52' 21" OL |                                              |
| 2923 | Sporen die bleven                            | burgerslachtoffers                                                                     |                                                              | 2004              | plaquette          |                                 | Pol          | 51° 10' 9" NB, 5° 53' 47" OL  |                                              |
| 2930 | Sporen die bleven                            | burgerslachtoffers                                                                     |                                                              |                   | plaquette          | Van Horneplein, 6019 BW         | Wessem       | 51° 9' 43" NB, 5° 52' 54" OL  | Sporen die bleven                            |
| 2938 | Oorlogsmonument                              | geallieerde militairen                                                                 | Ton Piepers & Rifai Lafir                                    | 5 mei 2006        | beeld/sculptuur    | Annadijk                        | Ohé en Laak  | 51° 7' 34" NB, 5° 50' 6" OL   | Oorlogsmonument                              |
| 3310 | Verzetsmonument                              | verzet Nederland                                                                       | Truus Coumans                                                | 7 november 2008   | beeld/sculptuur    | Markt 31, 6051 DZ               | Maasbracht   | 51° 8' 52" NB, 5° 53' 34" OL  |                                              |
| 3465 | Schepenkerkhof                               | burgerslachtoffers, overig                                                             | Frans Jansen                                                 | 30 september 2004 | beeld/sculptuur    | Havenstraat, 6051 CR            | Maasbracht   | 51° 8' 48" NB, 5° 53' 10" OL  | Schepenkerkhof                               |
| 3467 | Oorlogsmonument                              | militairen in dienst van het Ned. Kon. 1940-1945                                       |                                                              | 4 mei 2000        | plaquette          | Kloosterstraat, 6019 AN         | Wessem       | 51° 9' 30" NB, 5° 52' 43" OL  |                                              |
| 3596 | Monument Burgerslachtoffers                  | burgerslachtoffers                                                                     | H. van de Mortel, C.M.A. Clout                               | 27 december 2006  | plaquette          | Mgr. Savelbergweg 93A, 6097 AE  | Heel         | 51° 10' 37" NB, 5° 53' 46" OL |                                              |
| 3650 | Monument voor Lock Force                     | geallieerde militairen                                                                 |                                                              | 20 april 2011     | plaquette          | Sluisweg, 6097 PB               | Heel         |                               |                                              |

Beek ·
Beekdaelen ·
Beesel ·
Bergen ·
Brunssum ·
Echt-Susteren ·
Eijsden-Margraten ·
Gennep ·
Gulpen-Wittem ·
Heerlen ·
Horst aan de Maas ·
Kerkrade ·
Landgraaf ·
Leudal ·
Maasgouw ·
Maastricht ·
Meerssen ·
Mook en Middelaar ·
Nederweert ·
Peel en Maas ·
Roerdalen ·
Roermond ·
Simpelveld ·
Sittard-Geleen ·
Stein ·
Vaals ·
Valkenburg aan de Geul ·
Venlo ·
Venray ·
Voerendaal ·
Weert